# L'amour nuit gravement à la santé
Pour plus de détails, voir Fiche technique et Distribution.
L'amour nuit gravement à la santé (titre original : El amor perjudica seriamente la salud) est un film franco-espagnol réalisé par Manuel Gómez Pereira, sorti en 1996

## Synopsis
En 1965, Diana (Penélope Cruz) meurt d'envie de rencontrer les membres des Beatles, qu'elle écoute à longueur de temps. Pour ce faire, elle séduit Santi (Gabino Diego), le portier de l'hôtel où séjourne le groupe. Mais Diana et Santi vont se découvrir des véritables sentiments l'un pour l'autre. Malheureusement, la vie les sépare car Diana veut devenir riche et célèbre alors que Santi est pauvre et va s'enrôler dans l'armée.
Trente ans plus tard, en 1995, Diana (Ana Belén) et Santi (Juanjo Puigcorbé) se retrouve à l'hôtel de Crillon à Paris à une réception du roi Juan Carlos Ier. Santi est désormais le garde du corps du roi.

## Fiche technique
- Titre : L'amour nuit gravement à la santé
- Titre original : El amor perjudica seriamente la salud
- Réalisation : Manuel Gómez Pereira
- Scénario : Manuel Gómez Pereira, Yolanda Garcia Serrano, Juan Luis Iborra et Joaquin Oristrell
- Production : César Benítez, Manuel Gómez Pereira et Joaquin Oristrell
- Musique : Bernardo Bonezzi
- Photographie : Juan Amoros
- Montage : Guillermo Represa
- Pays d'origine :  Espagne,  France
- Format : couleurs - 2,35:1 - Dolby
- Genre : Comédie romantique
- Durée : 117 minutes
- Date de sortie : 1996

## Distribution
- Ana Belén : Diana Balaguer
- Juanjo Puigcorbé : Santi Garcia
- Gabino Diego : Santi jeune
- Penélope Cruz : Diana Balaguer
- Carles Sans : Vittorio Raimondi
- Lola Herrera : María Luisa
- Laura Conejero : María José
- Aitana Sánchez-Gijón : le mannequin
- Luis Perezagua : Azafato tierra